# Мертвятник
Мертвя́тник (также встречается название «страна мёртвых», «мертвяк») — в ролевых играх живого действия, страйкболе и хардболе место, в которое обязаны отправиться игроки, персонаж которых погиб. Такие игроки, как правило, не имеют права разговаривать с другими игроками или иным образом вмешиваться в игру. Для того, чтобы «мёртвых» легко было отличить от играющих, в правилах описан отличимый признак, например:
- белый «хайратник». Белая полоса ткани, повязанная на голове (в страйкболе традиционно — маркируются красными повязками днём либо красными фонарями ночью);
- «мёртвый» несёт в руке оружие, держа его за боевую часть;
- «мёртвый» идёт, подняв руку над головой.

Следует выделить игровой мертвятник, где присутствует персонаж и с его душой или духом происходят некоторые события, и неигровой мертвятник, в котором присутствует игрок.

## Функции
В мертвятнике игроков расспрашивают о том, что привело к гибели их персонажа, обсуждают с ним важные моменты его жизни. Одна из функций мертвятника — возможность для игрока «выйти из роли». В особенности это бывает важно, если события, предшествующие смерти, привели к сильным психологическим переживаниям игрока. Кроме того, часто игроку требуется поесть или отдохнуть. В страйкболе мертвяк не столь функционален, как в ролевых играх, и служит для отсидки «убитого» игрока в течение определённого времени либо до достижения условленного числа «убитых», после которого они могут вернуться в игру.
В зависимости от правил, после «смерти» игрок:
- просто возвращается в игру,
- получает новую роль,
- выходит в игру только в качестве игротехника,
- не может больше вернуться в игру и должен покинуть полигон.

Правила части игр, предусматривающих выход в новой роли, требуют от игрока провести некоторое время в мертвятнике, прежде чем ему предоставляется такая возможность. Данное время называется «отсидкой». В течение этого времени игрок либо волен находиться на территории мертвятника, либо может исполнять мастерские поручения, такие как, например, колка дров или игротехнические поручения. В результате выполнения данных поручений срок «отсидки» может быть уменьшен. Также на некоторых играх отсидка является инструментом, который наказывает одних игроков путём увеличения времени «отсидки» (за нарушение правил игры, плохой отыгрыш) и поощряет других (за хороший и интересный отыгрыш). Иногда это время может быть завязано на действия друзей и родственников персонажа, например, качественно проведённый похоронный обряд снижает время «отсидки».
Получение игроками, вышедшими из мертвятника, новых ролей, с одной стороны, является мастерским инструментом воздействия на игру (поскольку новые персонажи могут обладать новой ценной информацией или возможностями, меняющими сюжет), а с другой стороны, может являться предложением игроку взглянуть на игровой мир свежим взглядом, с другой точки зрения.

## Размещение
Обычно мертвятник обособлен территориально и вынесен за пределы игрового пространства. Иногда мертвятник совмещён с мастерским лагерем. Такой вариант имеет определённое преимущество, состоящее в том, что не нужно выделять отдельного мастера для дежурства в мертвятнике. Недостаток же такого подхода состоит в том, что игроки могут услышать информацию, для них не предназначенную, а также своим присутствием затруднять работу мастера с другими игроками.
Время отсидки в мертвятнике для страйкбола и подобных ролевых игр обычно обязательно (за исключением «разминочных» игр) и служит способом закрепления победы для «убийц» персонажа. Часто такой мертвятник совмещён с неигровым лагерем и служит местом отдыха и принятия пищи.